# Laguna Miñiques
Miñiques là tên của một hồ nước và một ngọn núi lửa ở Chile. Nó nằm ở phía nam Laguna Miscanti và dưới chân núi lửa Cerro Miscanti. Hồ được cấp nước từ Laguna Miscanti bằng cách thấm và nước trong hồ là nước lợ.

## Địa lý
Laguna Miñiques nằm ở độ cao 4.120 mét (13.520 ft) và là một hồ nước có diện tích bề mặt là 1,6 kilômét vuông (0,62 dặm vuông Anh). Đây là một hồ nước có địa tầng về phía bắc Laguna Miscanti và Laguna Lejia, hồ nhận được nước từ Laguna Miscanti bằng cách thấm ngầm; một dòng dung nham ngăn cách Laguna Miñiques với Laguna Miscanti. Giống như Miscanti, vùng nước của Laguna Miñiques là nước lợ.
Khí hậu khu vực khô và chịu ảnh hưởng của sa mạc Atacama, mặc dù các đỉnh của Cordillera Occidental (Trung Andes) có lượng mưa lớn hơn, đặc biệt là về phía bắc, như tại núi lửa Parinacota. Khí hậu khô hạn chế sự mở rộng của các sông băng ảnh hưởng đến địa hình vốn chịu ảnh hưởng của quá trình tan băng. Hiện tại, lượng mưa trung bình trên Laguna Miñiques là khoảng 180 mm/năm và nhiệt độ hàng năm trung bình 2 °C (36 °F).
Trong thời kỳ Pleistocene và đầu thời kỳ Holocen do lượng mưa tăng lên dẫn đến sự xâm lấn của sông băng và sự phát triển của các hồ. Trong trường hợp của Miñiques, các hồ Miscanti và Pampa Varela (nay là một hồ nước khô) ở xa hơn về phía nam đã được kết nối; một đồng bằng châu thổ tại Miñiques phục hồi vào thời điểm đó.

## Sinh học
Cladoceran Alona pulchella  và Daphnia, copepod Boeckella poopoensis và các loài cyclopoida không xác định sinh sống trong hồ.
Hồ là một phần của Khu bảo tồn quốc gia Los Flamencos và là một điểm đến du lịch.